# Macedonia en los Juegos Olímpicos de Río de Janeiro 2016
Macedonia estuvo representada en los Juegos Olímpicos de Río de Janeiro 2016 por un total de 6 deportistas que compitieron en 4 deportes. Responsable del equipo olímpico es el Comité Olímpico Macedonio, así como las federaciones deportivas nacionales de cada deporte con participación.
La portadora de la bandera en la ceremonia de apertura fue la nadadora Anastasija Bogdanovski. El equipo olímpico de Macedonia no obtuvo ninguna medalla en estos Juegos.